# Michel Haesevoets
Michel Haesevoets (14 september 1979) is een Belgisch voormalig volleyballer.

## Levensloop
Haesvoets was actief bij VBC Kapellen, alwaar hij in 2003 een kraakbeenletsel aan de knie opliep. Vervolgens kwam hij uit voor VC Averbode, alvorens hij is 2007 aansloot bij Topvolley Antwerpen. In 2010 ging hij aan de slag bij VBC Waremme. Alwaar hij evenwel in december 2010 werd geveld door een schouderblessure. Na een seizoen keerde hij terug naar Kapellen.
Daarnaast was hij actief bij het Belgisch volleybalteam, waarmee hij onder meer deelnam aan het Europees kampioenschap van 2007.